# 오가사와라 나가쓰구 (1615년)
오가사와라 나가쓰구(일본어: 小笠原長次, 1615년 6월 21일 ~ 1666년 7월 1일)는 에도 시대 초기의 다이묘이다. 하리마 다쓰노 번주, 부젠 나카쓰번 초대 번주를 지냈다. 다다나가계 오가사와라가 시조.
나가쓰구는 마쓰모토 번주 오가사와라 히데마사의 장손이자 마쓰모토 번 세자 오가사와라 다다나가의 장남이다. 어머니는 가메히메(혼다 다다마사의 딸)이다.
| 전임 혼다 마사토모 | 다쓰노 번 번주 (오가사와라가) 1626년 ~ 1632년 | 후임 막부령(오카베 노부카쓰) |

| 전임 히고 호소카와가의 나카쓰 조다이 직무 해제 (호소카와 다다토시) | 제1대 나카쓰번 번주 (오가사와라가) 1632년 ~ 1666년 | 후임 오가사와라 나가카쓰 |